# 歐直EC120蜂鳥直升機

EC120

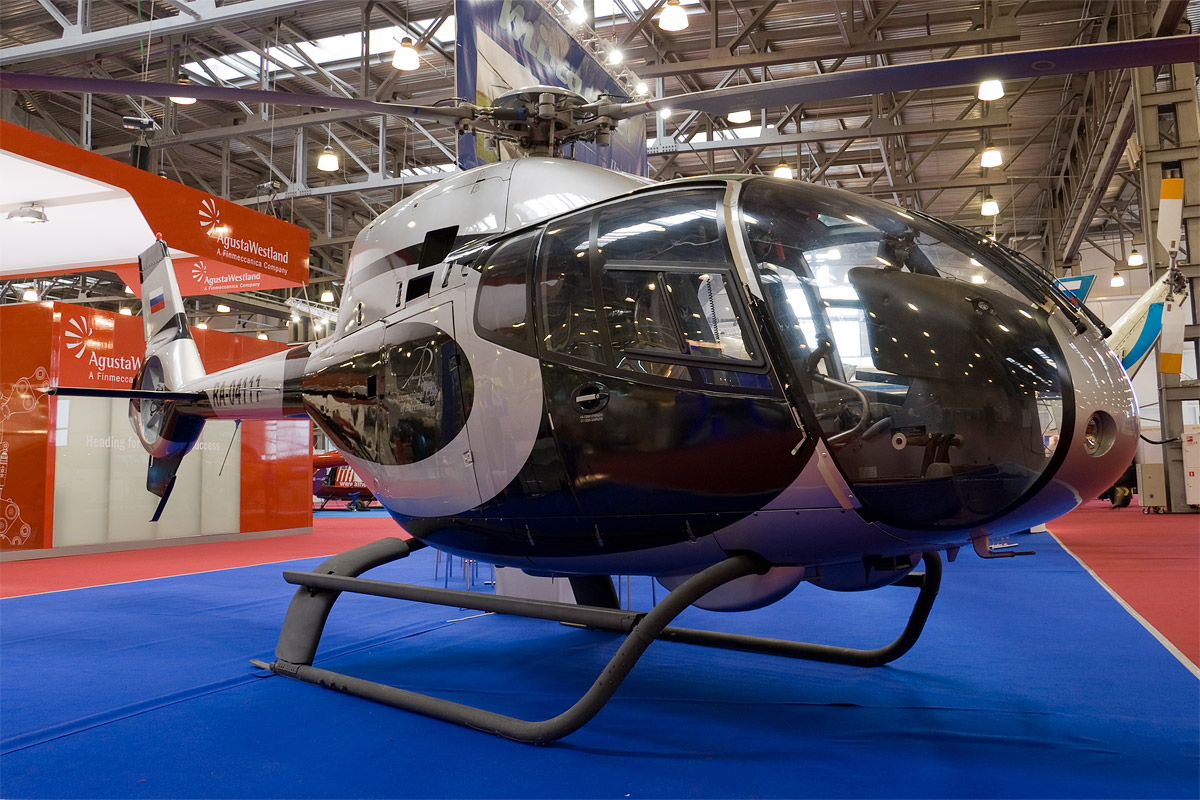
俄罗斯私营企业的EC120

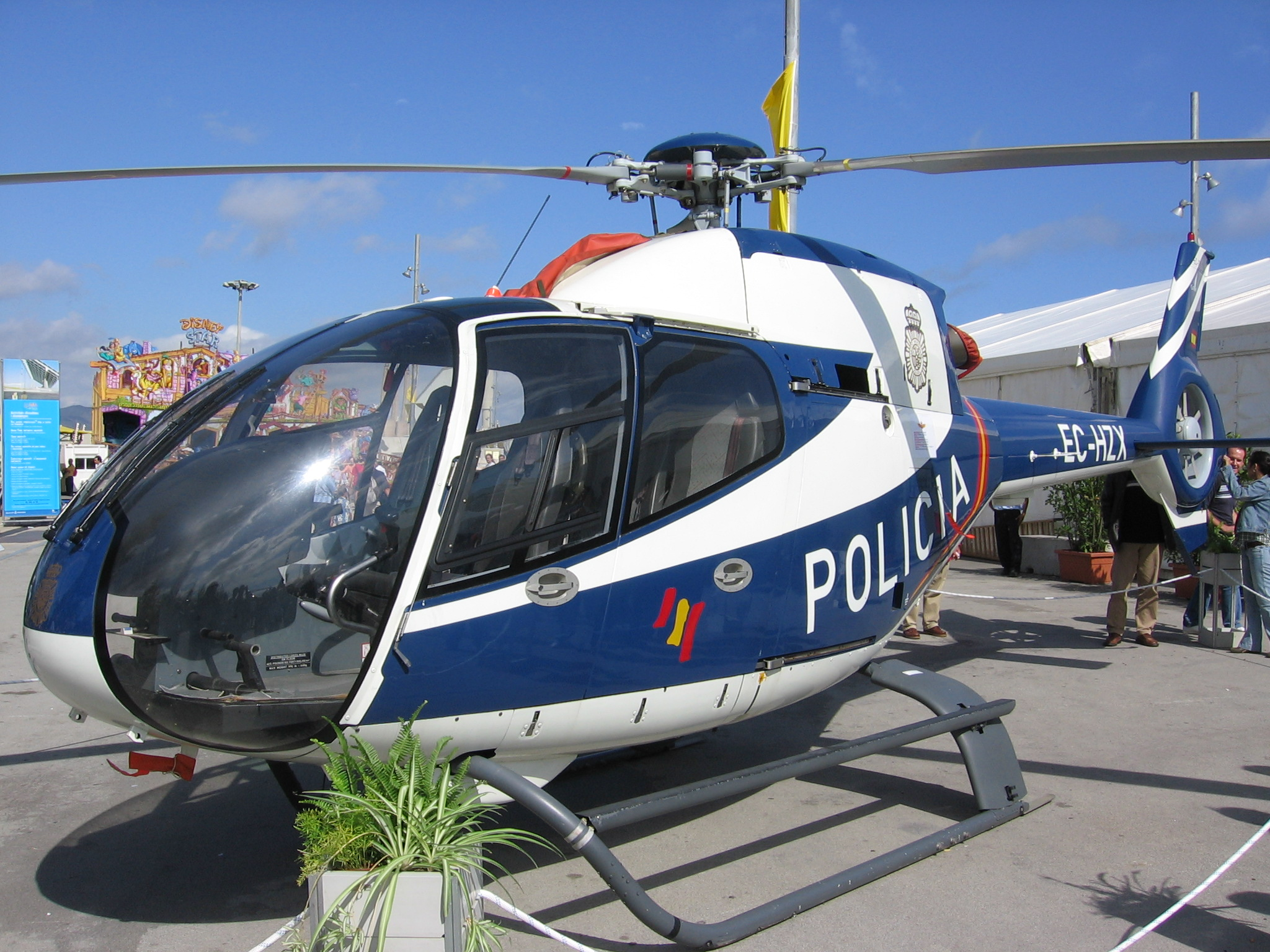
西班牙国家警察的EC120

歐直EC120蜂鳥直升機（Eurocopter EC120 Colibri）是一款5座單引擎輕型多用途直升機，由歐洲直升機公司、中航技进出口、哈尔滨飞机工业集团和新加坡科技宇航在歐洲直升機的馬里尼昂總部聯合研發，並由歐洲直升機在法國及澳洲組裝。在中国大陆，EC120由哈尔滨飞机工业集团生產，名為HC120。
在该项目中欧洲直升机公司享有61％的权益，中航技拥有24％，STAero持股15％。

## 技术参数 (EC120 B)
参考资料：{name of first source} 欧洲直升机公司的EC120 B 2008技术数据手册
基本信息
- 机组：1 或 2 飞行员
- 容量：4 乘客

性能
航電

飞行与发动机状态多功能显示器（VEMD）和极限指示器（FLI）作为标准配备。

## 流行文化
歐直EC120蜂鳥直升機在2015年第一人称射击游戏《战地：硬仗》（Battlefield: Hardline）的資料片《搶劫》（Robbery）中同時以警方追踪直升機和罪犯應對直升機之姿出現，用途亦與偵察直升機相同。